# Atazanawir
Atazanawir – lek przeciwwirusowy będący azapeptydowym inhibitorem proteazy, stosowany w utrzymywaniu supresji wirusa HIV-1. Substancja ta, wybiórczo blokując enzym hamuje przetwarzanie białek wirusowych Gag-Pol specyficznych w komórkach zakażonych, zapobiegając tym samym tworzeniu dojrzałych wirionów i zakażaniu innych komórek. Podawany w skojarzeniu z małymi dawkami rytonawiru który przyspiesza jego farmakokinetykę.

## Wskazania do stosowania
Leczenie skojarzone dorosłych pacjentów zakażonych wirusem HIV-1, u których stosowano już wcześniej leki przeciwretrowirusowe.

## Przeciwwskazania
- nadwrażliwość na azatanavir
- niewydolność wątroby o nasileniu umiarkowanym do ciężkiego

## Środki ostrożności
1. Pacjenci z przewlekłym zapaleniem wątroby typu B lub C, u których stosowane jest skojarzone leczenie przeciwretrowirusowe, znajdują się w grupie zwiększonego ryzyka wystąpienia ciężkich i potencjalnie zagrażających życiu zdarzeń niepożądanych dotyczących wątroby.
2. Należy zachować ostrożność stosując atazanawir z lekami, o których wiadomo że wydłużają odstęp PR.
3. Ostrożnie stosować u pacjentów z hemofilią A i B leczonych inhibitorami proteazy – pacjenci powinni być poinformowani o możliwości nasilenia krwawień.
4. Jedyny preparat zarejestrowany w Polsce[3] pod postacią kapsułek nie powinien być stosowany przez pacjentów z rzadkimi wrodzonymi zaburzeniami związanymi z nietolerancją galaktozy, niedoborem laktazy (czyli nietolerancją laktozy) lub złym wchłanianiem glukozy–galaktozy.
5. Proszek doustny zawiera aspartam i nie powinien być stosowany przez pacjentów z fenyloketonurią oraz zawiera sacharozę o czym należy pamiętać u pacjentów chorych na cukrzycę. Pacjenci z rzadkimi wrodzonymi wadami w postaci nietolerancji fruktozy, złego wchłaniania glukozy-galaktozy lub niedoboru sacharazy–izomaltazy nie powinni przyjmować preparatu w postaci proszku doustnego.
6. Lek może być stosowany w ciąży jedynie w przypadku, gdy potencjalne korzyści przewyższają możliwe ryzyko.

## Interakcje
Atazanawir jest metabolizowany w wątrobie przez izoenzym CYP3A4 i jest jego inhibitorem – przeciwwskazane jest stosowanie ze środkami leczniczymi, które są substratami tego izoenzymu i mają wąski zakres terapeutyczny, takimi jak: astemizol, terfenadyna, cyzapryd, pimozyd, chinidyna, beprydyl, i alkaloidy z grupy ergotaminy, zwłaszcza ergotamina i dihydroergotamina. Nie zaleca się podawania z indynawirem, ponieważ wiąże się to ze zwiększeniem stężenia bilirubiny pośredniej (niezwiązanej) z powodu hamowania aktywności UGT. W przypadku podawania atazanawiru ze środkami zobojętniającymi sok żołądkowy, w tym lekami zawierającymi bufory, zwiększenie pH soku żołądkowego może spowodować zmniejszenie stężenia atazanawiru w osoczu. Atazanawir hamuje enzym UGT i może wpływać na metabolizm irynotekanu, powodując nasilenie jego działań toksycznych. Metabolizm simwastatyny i lowastatyny jest w dużym stopniu uzależniony od CYP3A4 i równocześnie stosowanie tych substancji z atazanawirem może powodować zwiększenie ich stężenia. Nie zaleca się ich równoczesnego stosowania ze względu na zwiększone ryzyko wystąpienia miopatii, w tym rabdomiolizy. Należy zachować ostrożność w przypadku jednoczesnego stosowania z antagonistami receptora histaminowego H2, inhibitorami pompy protonowej i innych preparatów zmniejszających wydzielanie soku żołądkowego. Należy unikać jednoczesnego podawania atazanawiru z doustnymi lekami antykoncepcyjnymi i rozważyć inne skuteczne metody antykoncepcji. Sildenafil jest metabolizowany przez CYP3A4 – równoczesne podawanie może powodować zwiększenie stężenia sildenafilu i zwiększenie ilości zdarzeń niepożądanych, w tym obniżenia ciśnienia krwi, zaburzeń widzenia i priapizmu. Równoczesne stosowanie z warfaryną może powodować zmniejszenie lub mniej często, zwiększenie INR – zalecane jest uważne monitorowanie czasu protrombinowego, zwłaszcza podczas rozpoczynania leczenia. Atazanawir nie powinien być stosowany równocześnie z preparatami zawierającymi ziele dziurawca zwyczajnego, ponieważ można oczekiwać, że spowoduje to istotne zmniejszenie stężeń atazanawiru w osoczu. Działanie to może być wynikiem indukcji aktywności CYP3A4.

## Działania niepożądane
Często i niezbyt często (więcej niż 1/1000 i mniej niż 1/10) obserwowano:
- lipodystrofię
- ból głowy, brzucha, stawów, mięśni
- bezsenność, obwodowe objawy neurologiczne, zmęczenie, niepokój, depresję, zaburzenia snu, koszmary senne, zaburzenia pamięci, astenię, senność
- zażółcenie twardówki
- biegunkę, dyspepsję, nudności, wymioty, wzdęcia, zapalenie błony śluzowej żołądka
- żółtaczkę, zapalenie trzustki, wątroby, aftowe zapalenie jamy ustnej
- wysypkę, łysienie, świąd, pokrzywkę
- anoreksję, zwiększenie apetytu, zmniejszenie lub zwiększenie masy ciała, zaburzenia smaku
- zanik mięśni
- nadciśnienie tętnicze, omdlenia, duszności, gorączkę, złe samopoczucie
- krwiomocz, kamicę nerkową, częstomocz, białkomocz
- ginekomastię

Rzadko (więcej niż 1/10 000 i mniej niż 1/1000) obserwowano:
- obrzęki, kołatanie serca, rozszerzenie naczyń krwionośnych
- powiększenie śledziony i wątroby
- wysypkę pęcherzykowo-grudkową
- miopatie
- ból nerek

Stosowanie skojarzonego leczenia przeciwretrowirusowego łączy się z występowaniem zmian metabolicznych, takich jak hipertriglicerydemia, hipercholesterolemia, oporność na insulinę, hiperglikemia i zwiększenie stężenia kwasu mlekowego we krwi.

## Dawkowanie

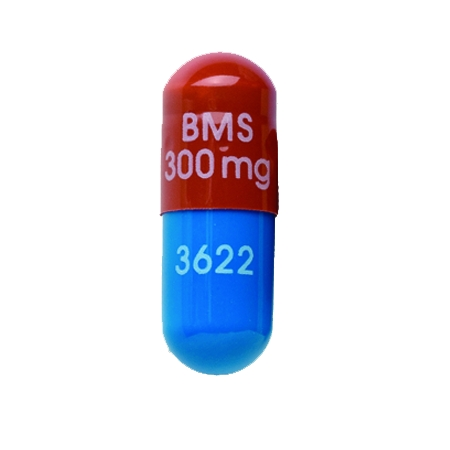
Kapsułka z 300mg atazanawiru

Leczenie powinien rozpoczynać lekarz doświadczony w terapii zakażeń HIV.
Dorośli: doustnie zalecana dawka atazanawiru wynosi 300mg raz na dobę z rytonawirem w dawce 100mg raz na dobę podczas posiłku.
Rytonawir jest stosowany jako środek przyspieszający farmakokinetykę atazanawiru.
Kapsułki należy połykać w całości. Dla pacjentów, którzy nie są w stanie połknąć kapsułki, preparat jest dostępny w postaci proszku doustnego, który może być mieszany z wodą, mlekiem, sokiem jabłkowym lub jogurtem. Proszek po zmieszaniu powinien być zażyty w ciągu 6 godzin.

## Preparaty
Dostępne w Polsce:
- Reyataz – Bristol-Myers Squibb Pharma EEIG – kapsułki twarde 100, 150, 200 lub 300 mg; 60 szt.
- Reyataz – Bristol-Myers Squibb Pharma EEIG – proszek doustny 50 mg/1,5 g; 1 butelka 180 g